# Moriz Seeler
Moriz Seeler, właśc. Moritz Seeler (ur. 1 marca 1896 w Greifenberg in Pommern, zm. 8 września 1942 w Rydze lub Theresienstadt) – niemiecki poeta, pisarz, producent filmowy, twórca awangardowego teatru berlińskiego pochodzenia żydowskiego, ofiara Zagłady Żydów.

## Życie i twórczość
M. Seeler był absolwentem Królewskiego Gimnazjum im. Fryderyka Wilhelma (niem.) Königlichen Friedrich-Wilhelm-Gymnasium w Greifenbergu (dziś: Gryfice). W latach 1915–1916 brał udział w walkach I wojny światowej.

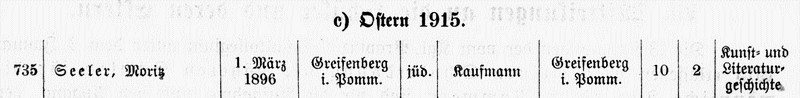
Rejestr matur nr 735 z 1915 r.

W 1916 r. rodzina Seelerów przeprowadziła się do Berlina. Zamieszkali przy Brandenburgische Straße 36. W latach 1917–1918 M. Seeler opublikował swoje pierwsze wiersze i artykuły na łamach „Das junge Deutschland” („Młodych Niemiec”), „Młodej sztuki” („Die junge Kunst”) oraz „Der Feuerreiter” („Ognistego jeźdźca”). Jego pierwszy tomik poezji – Dem Hirtenknaben (Pastuszek) został wydany w 1919 r. Drugi ukazał się na dwa lata przed wybuchem II wojny światowej pod tytułem Die Flut (Powódź).
Znany, jako założyciel awangardowego teatru berlińskiego „Młoda Scena” (niem.) „Junge Bühne”, który rozpoczął działalność wiosną 1922 r. Teatr nie posiadał własnej sceny i stałego zespołu aktorskiego. Sztuki swoje wystawiali dzięki uprzejmości dużych teatrów berlińskich w niedziele, w godzinach porannych. Współtwórcami awangardowego środowiska teatralnego m.in. byli: Berthold Viertel, Karlheinz Martin, Leopold Jessner i Berthold Brecht. „Młoda Scena” działała do 1930 r. wywołując wiele skandali, które przyciągały rzesze mieszkańców Berlina.

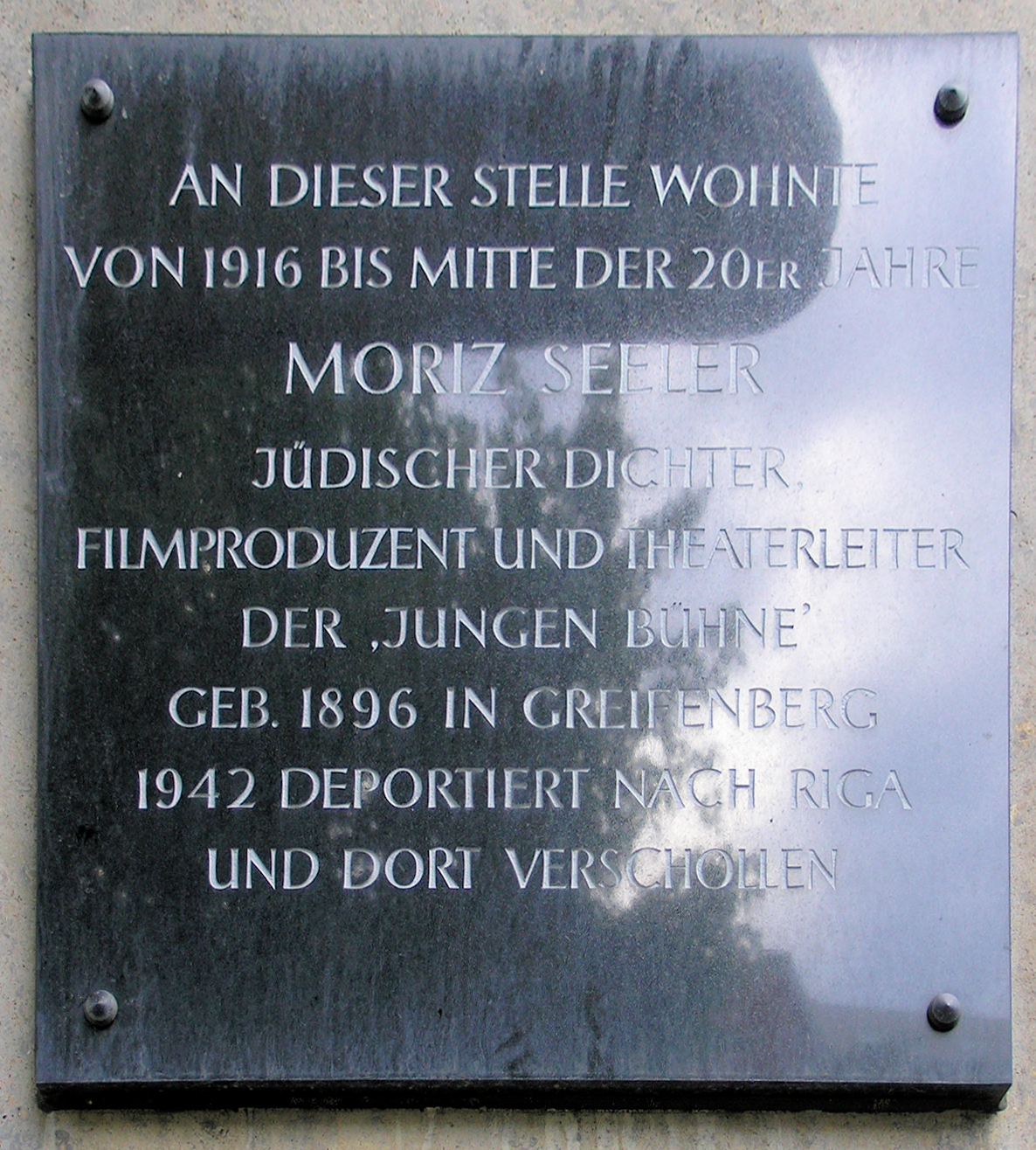
Tablica upamiętniająca na Brandenburgische Straße 36 w Berlinie

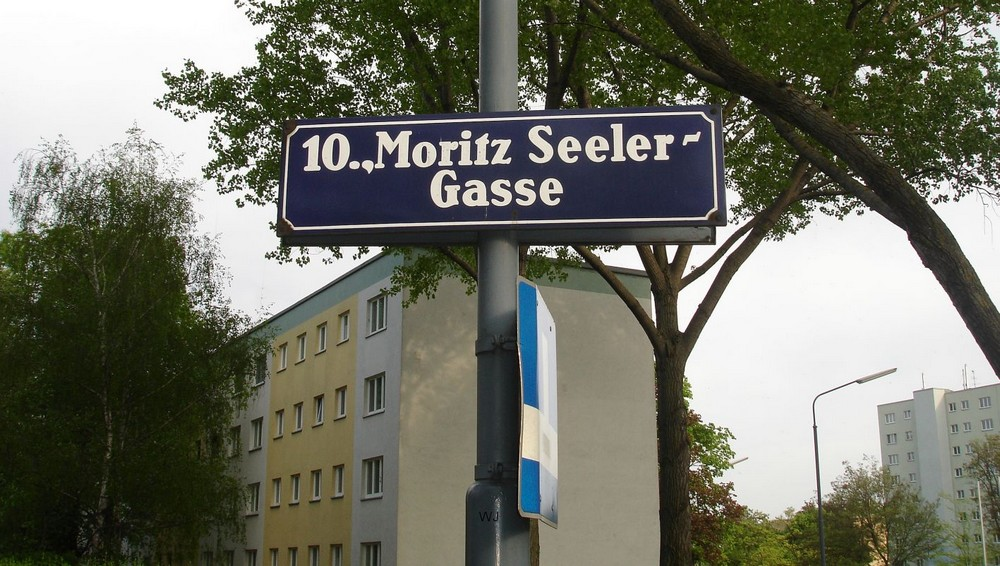
Aleja Moriza Seelera w Wiedniu

W 1927 r. M. Seeler odniósł sukces, jako współautor libretta Friedricha Hollaendera w rewii kabaretowej Z nami w obrębie Kościoła Pamięci (niem.) Bei uns um die Gedächtniskirche rum. W kilka miesięcy później zainteresował się kinematografią i nowymi możliwościami przekazu. W czerwcu 1929 r. został współzałożycielem (razem z Robertem Siodmakiem i Edgarem G. Ulmerem) berlińskiego studia filmowego – „Filmstudio 1929”. Efektem jego zainteresowań była m.in. produkcja (wespół z Heinrichem Nebenzahlemem) półdokumentalnego filmu pt. Ludzie w niedzielę (niem.) Menschen am Sonntag, w reż. Roberta Siodmaka, ukazującego życie Niemców w Republice Weimarskiej.
W latach 30. XX w. M. Seeler był zaangażowany w pracę na rzecz Żydowskiego Towarzystwa Kulturalnego „Zagłębie Ruhry” (niem.) Jûdischen Kulturbund „Rhein-Ruhr”. W tym czasie odbywał liczne podróże do Pragi i Wiednia, aby ponownie wrócić do Berlina. W listopadzie 1938 r. poeta został uwięziony przez nazistów i osadzony w obozie koncentracyjnym z uwagi na swoje żydowskie pochodzenie. Dzięki staraniom swoich przyjaciół – po kilku tygodniach przymusowego aresztu i pracy został uwolniony. M. Seeler posiadał administracyjny zakaz pobytu czasowego i stałego w Berlinie. Do 1942 r. ukrywał się w berlińskich mieszkaniach, m.in. przy Mommsenstraße 53 i Joachimsthaler Straße 15. Pomoc poecie okazali: Izolda Kauffmann i Michael Piel (tancerze Opery Państwowej) oraz pisarz August Scholtis.
Ponownie aresztowany został skierowany do prac przy przeładunku węgla. 15 sierpnia 1942 r. został deportowany do jednego z trzech gett w Rydze (Łotwa). Prawdopodobnie został zamordowany w obozie koncentracyjnym w Theresienstadt (Protektorat Czech i Moraw) – 8 września 1942 r., gdzie został przeniesiony, choć istnieje pogląd, że mord nastąpił w ryskim getcie. W 1998 r. została wydana książka Güntera Elbina pt. Am Sonntag in die Matinee... (W niedzielny poranek...), poświęcona Morizowi Seelerowi. Autor publikacji na podstawie własnych poszukiwań ustalił, że śmierć poety nastąpiła w czasie transportu do Rygi.
W październiku 2000 r. na fasadzie berlińskiej kamienicy przy Brandenburgische Straße 36 (Charlottenburg-Wilmersdorf), w której mieszkał M. Seeler (od 1916 r. do poł. lat 20. XX w.) została odsłonięta tablica upamiętniająca. Na kamiennej inskrypcji jest m.in. napisane: (niem.) Jüdischer dichter, filmproduzent und theaterleiter der „Junge Bühne” (pol.) Żydowski poeta, producent filmowy i reżyser teatralny „Młodej Sceny”. We wrześniu 2002 r., w innej dzielnicy Berlina (Treptow-Köpenick) jedną z ulic nazwano – Moriz-Seeler-Straße. W Wiedniu natomiast (od 1969 r.) jedna z alei nosi nazwę – Moritz-Seeler-Gasse.

### Opracowania prasowe
- Jarząb W., Korona dobrego imienia, [w:] „Gryfickie Echa”, z dn. 6 września 2007 r., Gryfice 2007.
- Jarząb W., 10 i pół marki, [w:] „Gryfickie Echa”, z dn. 13 lipca 2006 r., Gryfice 2006.

### Opracowania online
- filmportal.de, Menschen am Sonntag (niem.) [dostęp 2011-06-27].
- Hochholdinger-Reiterer B., Rezensionen: Günther Elbin: Am Sonntag in die Matinee. Moriz Seeler und die Junge Bühne. Eine Spurensuche (niem.), [dostęp 2011-01-11].